# 西三角城遗址
西三角城遗址，位于中国甘肃省金塔县，为一个省级文物保护单位，类型为古遗址。
西三角城遗址的历史年代为汉代。